# Никола Северовић
Никола Северовић (Беланово Село, Расиња, 1911 — Лудбрешки Иванац, Расиња, 13. јул 1943) био је учесник Народноослободилачке борбе и народни херој Југославије.

## Биографија
Рођен је 1911. године у Беланову Селу код Лудбрега, у сиромашној породици. После завршене основне школе, остао је у селу и бавио се земљорадњом. Непосредно пред Други светски рат, запослио се као лугар.
Када је после капитулације Југославије 1941, започео оружани устанак у његовом крају, Никола је првобитно само помагао партизане. Због тога су га, половином 1942. године, усташе ухапсиле. После три месеца је био пуштен из затвора, након чега је одмах отишао у Калнички партизански одред. Исте године постао је члан Комунистичке партије Југославије.
Након учешћа у првим борбама, убрзо је постао десетар, затим командир чете, а маја 1943. године командант Трећег батаљона Калничког одреда. Међу осталим борбама, учествовао је у уништавању немачког воза код Новске, када је сам убио 14 фашиста. После тога је учествовао у уништењу још четири немачка воза. Учествовао је у успешним борбама свог батаљона на Великом Поганцу, када је било ослобођено пола села а непријатељу нанесени многи губици.
После борби на Великом Поганцу, Северовићев батаљон био је упућен на одмор у село Лудбрешки Иванац. Ту их је, 13. јула 1943. године, напала усташка авијација. Никола Северовић је тада погинуо од експлозије авионске бомбе.
Указом председника Федеративне Народне Републике Југославије Јосипа Броза Тита, 27. новембра 1953. године, проглашен је за народног хероја.